# Стефан Иванов (боксьор)
Вижте пояснителната страница за други личности с името Стефан Иванов.
Стефан Иванов е български боксьор. Състезава се в категория до 56 кг.
През август 2017 г. участва в световното първенство в Хамбург, където печели в първия кръг с 5:0 съдийски гласа срещу Жерсон Силва Роча от Кабо Верде. Губи във втория кръг с 0:5 срещу поставения под №2 в схемата шампион на Азия Дзяуей Джан от Китай.